# Poker Face
"Poker Face" pjesma je američke pjevačice Lady Gage. Objavljena je 23. rujna 2008. kao njen drugi singl s debitantskog albuma The Fame. Pjesmu su napisali Lady Gaga i RedOne koji je i produncent iste. Glavna poruka pjesme je njena biseksualnost te je posvećena njezinim bivšim dečkima.
Pjesma je bila veliki hit diljem svijeta, dospjevši na broj jedan u preko 17 država. Bila na broju jedan u SAD-u, Ujedinjenom Kraljevstvu, Australiji, Novom Zelandu, Kanadi i mnogim europskim državama. "Poker Face" je najskidanija pjesma u britanskoj povijesti glazbe.
Gaga je izvela pjesmu za osmu sezonu američke emisije American Idol kao i na Fame Ball i Monster Ball turnejama. 

## Pisanje i inspiracija
"Poker Face" su napisali Lady Gaga i RedOne, dok je glazbu također producirao RedOne. Gaga je za "Poker Face" izjavila kako je tu pjesmu napisala kao pop pjesmu i da ju je posvetila svojim bivšim "rock 'n' roll" dečkima. Također je izjavila kako su sex i kockanje glavne poruke iza pjesme. U intervju s britanskim časopisom Daily Star Gaga je izjavila:

## Popis verzija
- CD singl za Ujedinjeno Kraljevstvo[1]

1. "Poker Face" – 3:58
2. "Poker Face" (Tommy Sparks & The Fury Remix) – 3:57

- Australski CD singl[1]

1. "Poker Face" (albumska verzija) – 3:58
2. "Just Dance" (Robots to Mars Remix) – 4:38

- Francuski CD singl[1]

1. "Poker Face" (albumska verzija) – 3:58
2. "Poker Face" (Glam As You Club Mix by Guéna LG) – 7:51
3. "Poker Face" (Dave Audé Remix) – 8:12

- Promotivni CD singl s remiksevima[1]

1. "Poker Face" (Dave Audé Radio Mix) – 3:53
2. "Poker Face" (Dave Audé Club Mix) – 8:13
3. "Poker Face" (Glam As You Club Mix by Guéna LG) – 7:52
4. "Poker Face" (LGG Vs. GLG Radio Mix) – 4:06
5. "Poker Face" (LGG Vs. GLG Club Mix) – 6:33

- iTunes EP[1]

1. "Poker Face" (Space Cowboy Remix) – 4:54
2. "Poker Face" (Dave Audé Remix) – 8:13
3. "Poker Face" (Jody Den Broeder Remix) – 8:05

- Američki CD singl s remiksevima[1]

1. "Poker Face" (Space Cowboy Remix) – 4:54
2. "Poker Face" (Dave Audé Remix) – 8:13
3. "Poker Face" (Jody Den Broeder Remix) – 8:05
4. "Poker Face" (albumska verzija) – 4:01
5. "Poker Face" (Instrumental) – 4:01

- Njemački CD singl[2]

1. "Poker Face" – 3:58
2. "Just Dance" (Remix s Kardinal Offishall) – 4:18

## Top liste
| Top liste (2008. – 2009.) | Najviša pozicija |
| ------------------------- | ---------------- |
| Australija                | 1                |
| Austrija                  | 1                |
| Belgija (Flandrija)       | 1                |
| Belgija (Valonija)        | 1                |
| Češka                     | 2                |
| Danska                    | 1                |
| Europa                    | 1                |
| Finska                    | 1                |
| Francuska                 | 1                |
| Irska                     | 1                |
| Italija                   | 2                |
| Kanada                    | 1                |
| Nizozemska                | 1                |
| Norveška                  | 1                |
| Novi Zeland               | 1                |
| Njemačka                  | 1                |
| Rusija                    | 2                |
| SAD Billboard Hot 100     | 1                |
| Španjolska                | 2                |
| Švedska                   | 1                |
| Švicarska                 | 1                |
| Ujedinjeno Kraljevstvo    | 1                |

| Top liste (2000. – 2009.) | Pozicija |
| ------------------------- | -------- |
| Australija                | 4        |
| Ujedinjeno Kraljevstvo    | 15       |
| SAD Billboard Hot 100     | 42       |

| Top liste (2008. – 2009.) | Pozicija |
| ------------------------- | -------- |
| Australija (2008.)        | 14       |
| Australija (2009.)        | 1        |
| Belgija (Flandrija)       | 1        |
| Belgija (Valonija)        | 1        |
| Danska                    | 2        |
| Europa                    | 1        |
| Francuska                 | 4        |
| Kanada                    | 1        |
| Nizozemska                | 4        |
| Novi Zeland               | 6        |
| Njemačka                  | 1        |
| Rusija                    | 2        |
| SAD Billboard Hot 100     | 2        |
| Ujedinjeno Kraljevstvo    | 1        |

| Država      | Certifikacija  |
| ----------- | -------------- |
| Australija  | 6 x platinasta |
| Austrija    | zlatna         |
| Belgija     | platinasta     |
| Danska      | 2 x platinasta |
| Finska      | platinasta     |
| Japan       | zlatna         |
| Kanada      | 8 x platinasta |
| Novi Zeland | 2 x platinasta |
| Njemačka    | 2 x platinasta |
| SAD         | 4 x platinasta |
| Španjolska  | 2 x platinasta |
| Švedska     | 2 x platinasta |
| Švicarska   | 3 x platinasta |
| UK          | platinasta     |